# ミストEC
ミストEC (ポルトガル語: Mixto Esporte Clube) は、ブラジル・マットグロッソ州クイアバに本拠地を置くサッカークラブである。最大43,500人収容のアレーナ・パンタナールをホームスタジアムとしている。

## 歴史
1934年5月20日に男女混合の一団によってクラブは創設され、そのためクラブ名は混合（ミックス）を意味するミストとされたが、ミスト・サンドイッチとの差異化のために本来の綴りである「Misto」ではなく、あえて誤った綴りの「Mixto」が用いられた。
1943年、ミストはカンピオナート・マトグロッセンセ（マトグロッソ州選手権）の第1回大会に優勝した。カンピオナート・マトグロッセンセにおける優勝回数24回（2011年時点）は同リーグ最多である。
1976年、クラブはカンピオナート・ブラジレイロ・セリエA（ブラジル全国選手権1部）に初めて出場し、27位となった。これまでにセリエAには1976年、1978年、1979年、1980年、1981年、1982年、1983年、1985年、1986年に参加している。最高成績は1985年の14位である。

## タイトル
- カンピオナート・マトグロッセンセ：24回
  - 1943, 1945, 1947, 1948, 1949, 1951, 1952, 1953, 1954, 1959, 1961, 1962, 1965, 1969, 1970, 1979, 1980, 1981, 1982, 1984, 1988, 1989,1996, 2008

- トルネイオ・セントロ＝オエステ：1回
  - 1976

## 歴代監督
- ルイス・カルロス・トッフォリ
- ウィルソン・カルロス・マノ

## 歴代所属選手
- 斉藤誠司